# ワシントン・スクエア公園
ワシントン・スクエア公園（英語: Washington Square Park）は、ニューヨーク市マンハッタン区グリニッジ・ヴィレッジにある公園である。面積は39,500平方メートル（9.75エーカー）。周辺は住宅街で、道をはさんでニューヨーク大学に隣接する。公園の北側入り口付近には1892年に建てられた凱旋門 (en:Washington Square Arch) があり、そこから北に5番街が伸びている。噴水のある池の周辺は市民や観光客の憩いの場所となっており、大道芸人やストリートミュージシャンも多い。園内には公衆トイレ、ドッグランなどもある。
公園の名は初代アメリカ合衆国大統領ジョージ・ワシントンに因むものである。

## 概要
この公園は、5番街の南端に位置し、北はワシントン・スクエア・ノース (en)（ウェイヴァリー・プレイス (en) の一部）、南はワシントン・スクエア・サウス（西4丁目の一部）、東はワシントン・スクエア・イースト（ユニバーシティ・プレイスの一部）、そして西はワシントン・スクエア・ウエスト（マクドゥガル・ストリート (en) の一部）によって囲まれている。
公園の一部のスペースには花や木が多く植えられているが、大部分は舗装されている。二つの目を引く建造物は、ワシントン・アーチと大きな噴水である。また、子供の遊技場、街路樹、庭園、散歩道、ボードゲーム場、ベンチ、ピクニック・テーブル、彫刻、そして二つのドッグランがある。

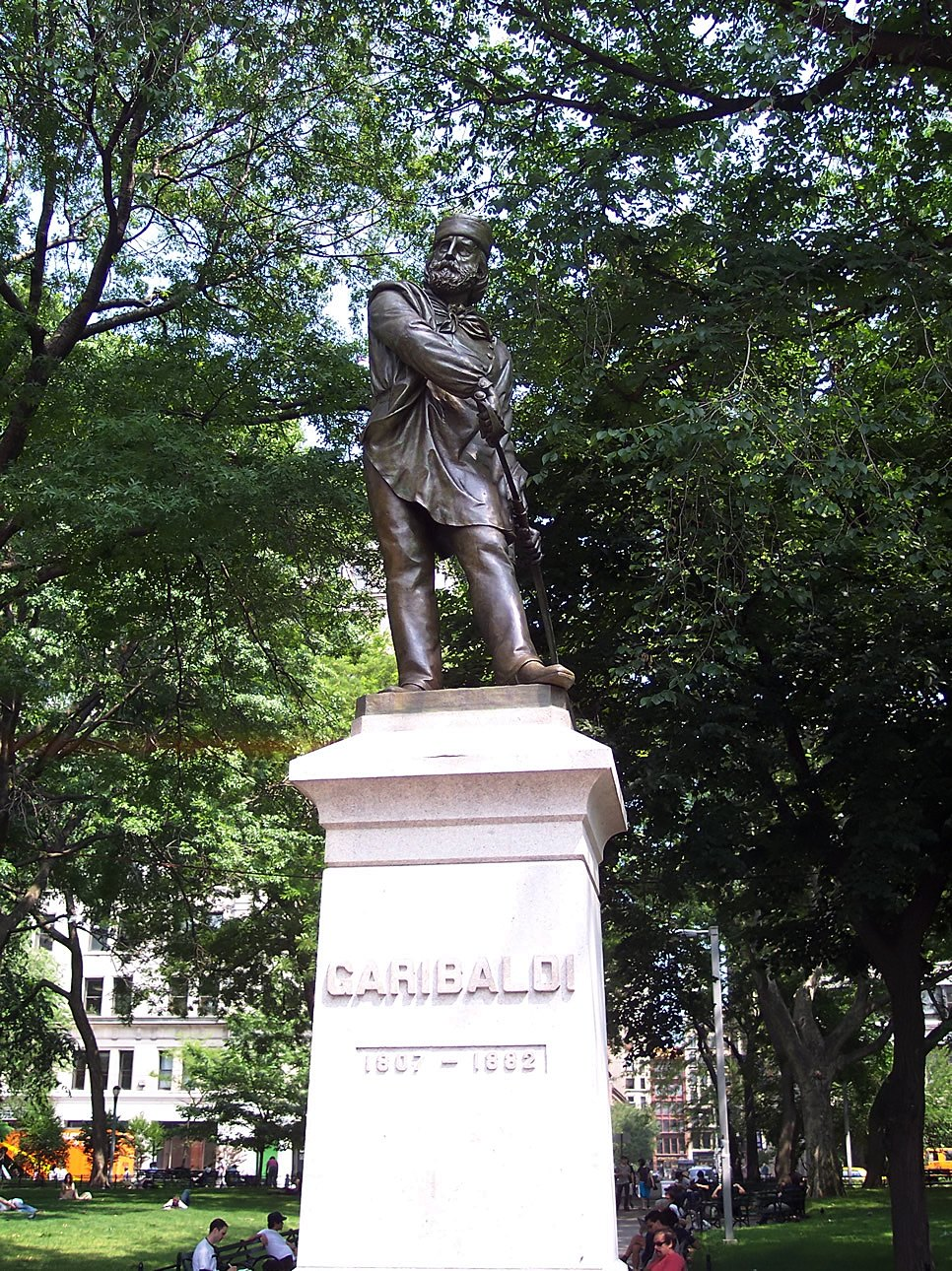
ジュゼッペ・ガリバルディ

記念像および記念碑は、初代合衆国大統領ジョージ・ワシントン、イタリア統一のために戦ったイタリア人兵士ジュゼッペ・ガリバルディ、そして製鉄技術者en:Alexander Lyman Holleyの彫像がある。
ニューヨーク市警はこの公園で監視カメラを運用している。ニューヨーク大学やニューヨーク市公園局の警備員もこの公園の警備に当たっている。20世紀の治安の悪さと比べ、現在は大都市の非常に安全な、犯罪率の低い公園となっている。

## 歴史

### 公園以前

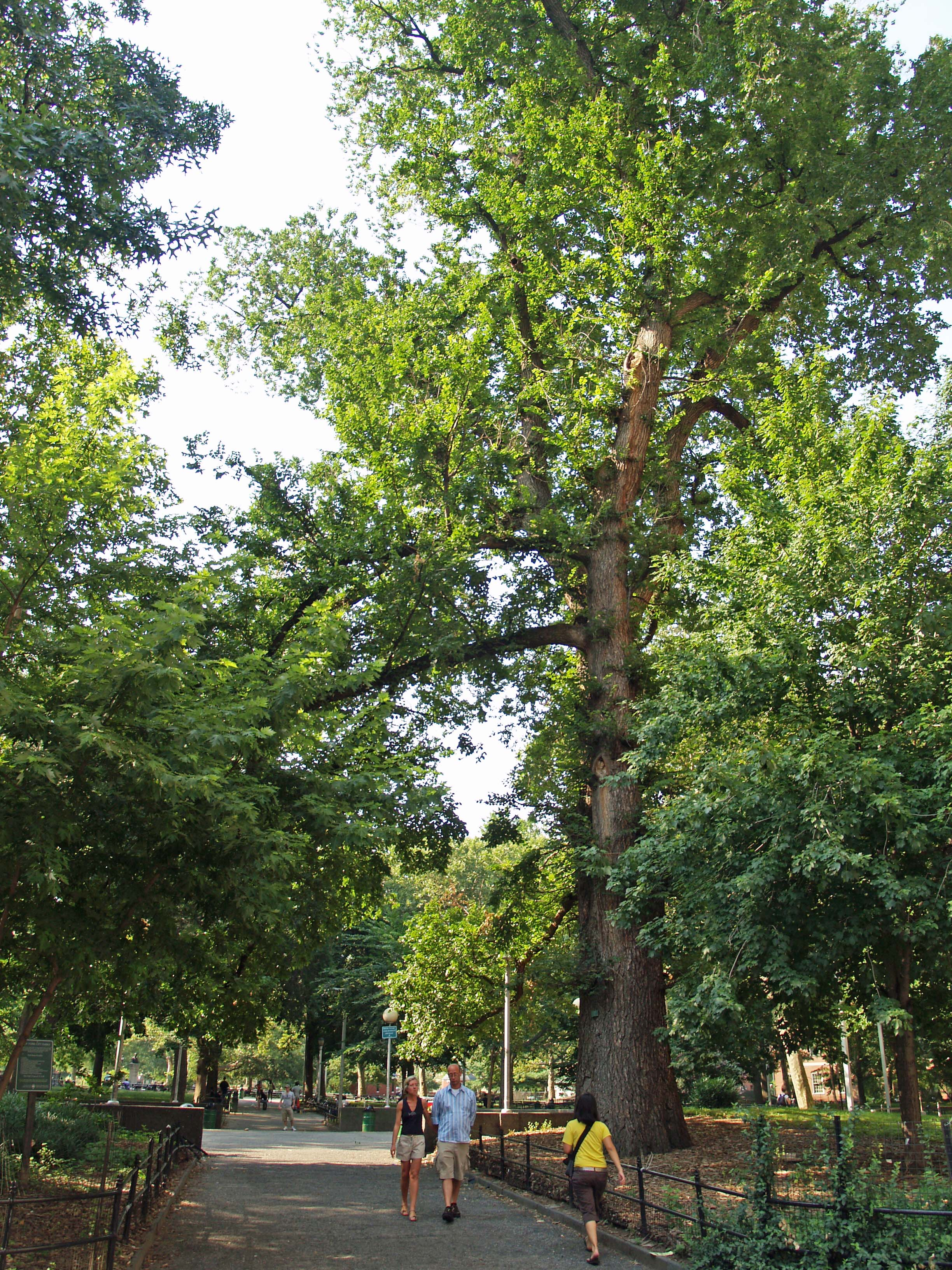
首吊りのニレの木

この土地はかつて湿地帯であり、ミネッタ川 (Minetta Creek or Brook) が流れる狭い渓谷が土地を分断していた。17世紀初頭、ネイティブ・アメリカンのSapokanicanまたは"Tobacco Field"という村がこの付近にあった。オランダの入植者がやってきた後、このあたりの土地は彼らに収奪された。17世紀半ばまでには、ミネッタ川沿いではオランダ人によって農地が開拓された。オランダ人はこの土地を奴隷に自由に利用させた。これは、さらに南に位置していたニューアムステルダムの市街地をネイティブ・アメリカンの襲撃から守るための緩衝地とすることが意図されていた。奴隷たちはこの農地を自由に使えたが、収穫の一部は東インド会社に収めなければならなかった。黒人奴隷たちはこの土地を1643年から1664年まで所有することが許されていた。こうした理由から、現在のワシントン・スクエア・パーク周辺の土地は"The Land of the Blacks"と呼ばれた。
ミネッタ川の東岸は1797年4月にニューヨーク市議会 (Common Council) によって買い上げられ、農地は貧困者用の墓地（ポッターズ・フィールド） に転換された。19世紀初頭の黄熱病の流行により死んだ人たちもここに埋葬された。その当時もこのエリアはまだニューヨーク市の市域には含まれていなかった。
この公園の北西の角にあるニレの木は、首吊りのニレの木 (en) と呼ばれ、この木を用いて絞首（刑）が行われていたという伝説があるが、調査の結果ではこの木はミネッタ川の横に建つ家の裏庭に生えていた木で、公式の資料では1件の絞首が記録されているだけである。この墓地は1825年に閉鎖されたが、現在でも20,000以上の死体が公園に埋まっている。

### 公園の建設
ニューヨーク市はミネッタ川の西側の土地を買い上げ、スクエアが軍事パレード場 (Washington Military Parade Ground) として建設された。
このスクエアの周辺の通りは1830年代にはニューヨーク市で最も人気のある住宅街となった。公園の北側のグリーク・リヴァイヴァル様式の住宅の間の防護策で囲まれた道は当時建設されたものである。
1849年から1850年に、この軍事パレード場は公園に転換された。並木道などが整備された。1871年、この公園は新たに設立されたニューヨーク市公園局 (en) が運営することになった。この時、新たに並木道が再整備され、現在のカーブした道の形となった。

### 凱旋門の建設

ワシントン・スクエア・アーチ

1889年、ジョージ・ワシントンが初代合衆国大統領に就任した100周年を記念して、公園の北側の正面、5番街の終点に巨大な漆喰塗りの木造の凱旋門が建設された。この一時的な凱旋門は人気を得たため、1892年にタッカホー大理石で建て直された。この設計はスタンフォード・ホワイトによる。高さ77フィート (23 m)で、パリのエトワール凱旋門をモデルにしている。
最初の噴水は1852年に完成し、1872年に改築された。1888年にジュゼッペ・ガリバルディ記念碑が設置され、1918年には二つのジョージ・ワシントン像が公園の北側に設置された。

### 20世紀・21世紀
20世紀後半にはこの公園はヒッピーやゴロツキの溜まり場となり治安が悪化したが、21世紀には高級化が進み安全な公園へと変わっている。